# Манычское сельское муниципальное образование (Ики-Бурульский район)
Ма́нычское се́льское муниципа́льное образова́ние — сельское поселение в Ики-Бурульском районе Калмыкии.
Административный центр — посёлок Маныч.

## География
Манычское СМО граничит:
- на западе — с Зундатолгинским и Кевюдовским СМО,
- на севере — с Приманычским СМО,
- на северо-востоке — с Ики-Бурульским СМО,
- на востоке — с Хомутниковским, Чограйским и Манцинкецовским СМО,
- на юге — со Ставропольским краем.

В южной части СМО расположено Чограйское водохранилище (частично).

## Население
| 2002 | 2010 | 2011 | 2012 | 2013 | 2014 | 2015 |
| ---- | ---- | ---- | ---- | ---- | ---- | ---- |
| 587  | ↘531 | ↘528 | ↘506 | ↘497 | ↗502 | ↘484 |
| 2016 | 2017 | 2018 | 2019 | 2020 | 2021 |      |
| ↘480 | ↘469 | ↘459 | ↘446 | ↘424 | ↘413 |      |

По состоянию на 01.01.2012 г. население СМО составляет 488 человек или 4,3 % населения Ики-Бурульского района. Большая часть населения проживает в посёлке Маныч — 396 человек или 81,1 % населения СМО. Численность населения посёлка Манджикины составляет 92 человека (18,9 %).

### Национальный состав
По данным Всероссийской переписи населения 2010 года:
| Национальность | Численность (чел.) | Процентное соотношение |
| -------------- | ------------------ | ---------------------- |
| Калмыки        | 231                | 43,50%                 |
| Даргинцы       | 187                | 35,22%                 |
| Аварцы         | 45                 | 8,47%                  |
| Русские        | 25                 | 4,71%                  |
| Другие         | 43                 | 8,08%                  |
| Всего          | 531                | 100,00%                |

## Состав сельского поселения
| № | Населённый пункт | Тип населённого пункта          | Население |
| - | ---------------- | ------------------------------- | --------- |
| 1 | Манджикины       | посёлок                         | ↘92       |
| 2 | Маныч            | посёлок, административный центр | ↗396      |